# Cielo Turchino
Cielo Turchino è una canzone napoletana composta da Michele Salvatore Ciociano su versi di Giuseppe Capaldo. Del testo, tre strofe di quattro versi chiuse ciascuna dal ritornello, si può dire che supera quei limiti che avevano sempre collocato l'autore tra i poeti d'istinto, descrivendo un amore mai corrisposto e forse solo immaginato, con metafore e similitudini in perfetto equilibrio sullo sfondo di un cielo dipinto di blu (turchino) e trapuntato di stelle che ricorda le più nobili rappresentazioni della storia dell'arte. 
Cielo Turchino, pubblicata nel 1914 dall'editore Izzo, fu tra le prime canzoni - non operistiche - ad essere interpretate da Enrico Caruso all'apice della sua carriera e resta nel novero delle uniche tre canzoni in lingua napoletana scelte e incise per la prima volta su disco dal celebre tenore nel 1915. La registrazione effettuata a New York fu diretta da Walter Bowman Rogers già allievo del maestro Cappa. Ciociano tenne a fornire direttamente le parti orchestrali lasciando così una rara testimonianza sonora del suo stile. 
Caruso, forse infastidito da alcune critiche che sottolineavano la sua tendenza a cantare in estensione baritonale piuttosto che tenorile, modificò la melodia nelle ultime battute sconfinando nel registro contraltista.